# Parker Stevenson
Richard Stevenson Parker Jr., bardziej znany jako Parker Stevenson (ur. 4 czerwca 1952 w Filadelfii) – amerykański aktor telewizyjny, reżyser i producent filmowy.

## Życiorys

### Wczesne lata
Przyszedł na świat w Filadelfii w Pensylwanii jako jeden z dwóch synów (jego brat to Hutch Parker) doradcy inwestycyjnego Richarda Stevensona Parker Sr. i aktorki scenicznej Sarah Meade (z domu Price) Parker. Gdy miał pięć lat, jego matka, która występowała w licznych reklamach telewizyjnych, zabrała go na sesję filmową. Doprowadziło to do dwóch małych występów telewizyjnych. Jego ojciec był temu przeciwny. Pojawił się w kilku sztukach w Brooks School, choć nie miał zamiaru zostać zawodowym aktorem.
Po ukończeniu Rye Country Day School w Rye w stanie Nowy Jork, w 1976 studiował architekturę na Uniwersytecie Princeton.

### Kariera
Swoją pierwszą główną rolę zagrał w 1972 w kinowym dramacie Oddzielny pokój (A Separate Peace). Po ukończeniu studiów w New Jersey, przeniósł się do Hollywood, gdzie otrzymał rolę u boku Sama Elliotta i Anne Archer w dramacie Ratownik (Lifeguard). Potem pojawiał się gościnnie w popularnych serialach telewizyjnych, m.in.: CBS Gunsmoke (1974) czy ABC Ulice San Francisco (The Streets of San Francisco, 1974).
Stevenson stał się znany z głównej roli nastoletniego detektywa amatora Franka Hardy’ego w serialu ABC Hardy Boys (The Hardy Boys/Nancy Drew Mysteries, 1977–79) z idolem nastolatek Shaunem Cassidy i Pamelą Sue Martin. W 1983 roku zagrał postać ambitnego i zuchwałego młodego kierowcy wyścigowego w komedii Hala Needhama Stroker Ace u boku Burta Reynoldsa i Loni Anderson. Zyskał potem popularność dzięki rolom w serialach: Sonda (Probe, 1988) jako geniusz Austin James z pamięcią ejdetyczną, Słoneczny patrol (Baywatch, 1989–90) jako ratownik Craig Pomeroy oraz miniserialu ABC Północ-Południe II (North and South, Book 2, 1986) w roli Billy’ego Hazarda (wcześniej postać tę grał John Stockwell).
Spróbował także swoich sił jako reżyser kilku odcinków serialów: Słoneczny patrol (1992-93, 1997-98 i 1998-99), Nocny patrol (Baywatch Nights, 1997), Melrose Place, Modelki (Models, Inc.) oraz Savannah.

## Życie prywatne
Spotykał się z Morgan Fairchild (1981) i Carol Connors (1981). 22 grudnia 1983 ożenił się z aktorką Kirstie Alley, z którą zagrał potem w miniserialu Północ-Południe. Razem zaadoptowali dwoje dzieci: syna Williama True (ur. 28 września 1992) i córkę Lillie Price (ur. 15 czerwca 1994). Jednak 16 grudnia 1997 ich 14-letnie małżeństwo zakończyło się rozwodem.

## Filmografia

### Filmy fabularne
- 1972: Oddzielny pokój (A Separate Peace) jako Gene
- 1974: Poza czasem (Our Time/Death of Her Innocence) jako Michael
- 1976: Ratownik (Lifeguard) jako Chris Randall
- 1983: Stroker Ace jako Aubrey James
- 1985: Szwy (Stitches) jako Bobby Stevens
- 1987: Rough Ridin' Justice
- 1995: Nie z tej ziemi (Not of This Earth) jako Jack Sherbourne
- 2008: Na samo dno (Loaded) jako Ben Ryan

### Filmy TV
- 1981: This House Possessed (ABC) jako Gary Straihorn
- 1986: That Secret Sunday (CBS) jako Scott Dennis
- 1987: Różana kawiarnia (Shades of Love: The Rose Cafe)
- 1989: Słoneczny patrol: Panika na Malibu Pier (Baywatch: Panic at Malibu Pier, NBC) jako Craig Pomeroy
- 1989: Piękna i babsztyl (The Cover Girl and the Cop, NBC) jako Cabell Hayward
- 1990: All the Rivers Run 2 jako Cyrus
- 1992: Tęsknota nocy (Are You Lonesome Tonight?) jako Mat Henderson
- 1992: Shadow of a Stranger, NBC) jako Ted Clinton
- 1994: Wersja oficjalna (Official Denial) jako Paul Corliss
- 1998: Legion (Sci-Fi Channel) jako kapitan Aldrich,
- 1999: Śmiercionośny przypływ (Avalon: Beyond the Abyss, UPN) jako John Alden
- 2001: Trapped jako Oliver Sloan

### Seriale TV
- 1974: Gunsmoke (CBS) jako Steven Rogers
- 1974: Ulice San Francisco (The Streets of San Francisco, ABC) jako Andrew „Andy” Horvath Jr.
- 1977-79: Hardy Boys (The Hardy Boys/Nancy Drew Mysteries, ABC) jako Frank Hardy
- 1983: Statek miłości (The Love Boat, ABC)
- 1983: Hotel (ABC) jako
- 1984-85: Falcon Crest jako Joel McCarthy
- 1985: Alfred Hitchcock przedstawia (Alfred Hitchcock Presents, NBC)
- 1985: Napisała: Morderstwo (Murder, She Wrote,CBS) jako Michael Digby
- 1986: Północ-Południe (North and South, Book 2) jako Billy Hazard
- 1987: Matlock (NBC) jako dr Phillip Eagen,
- 1987: Autostopowicz (The Hitchhiker, HBO)
- 1988: Sonda (Probe) jako Austin James
- 1985: Alfred Hitchcock przedstawia (Alfred Hitchcock Presents, USA Network)
- 1989: Mission: Impossible jako Champ Foster
- 1989-90: Słoneczny patrol (Baywatch) jako Craig Pomeroy
- 1990: WonderWorks (PBS) jako Edmund Grey
- 1993: Melrose Place jako Steve McMillan
- 1994: Prawo Burke’a (Burke’s Law, CBS)
- 2000: Batman przyszłości (Batman Beyond, The WB) jako Paxton Powers (głos)